# Heinrich Rüter
Heinrich Rüter (* 22. April 1877 in Bergedorf bei Hamburg; † 20. Oktober 1955 in Hilden bei Düsseldorf) war ein deutscher Maler der Düsseldorfer Schule.

## Leben
Rüter durchlief eine Maler- und Anstreicherlehre, bevor er zur Kunstakademie Düsseldorf kam. Seine Lehrer waren der der Schule der Düsseldorfer Nazarener nahestehende Eduard von Gebhardt und der Historienmaler Peter Janssen. Den Ersten Weltkrieg erlebte er als Soldat auf dem Balkan und in der Türkei. Hier entstanden eine Reihe von Gemälden.
In der Zeit des Nationalsozialismus war Rüter obligatorisches Mitglied der Reichskammer der bildenden Künste. 
Rüter war verheiratet und hatte Kinder. Sein Atelier befand sich in Düsseldorf und wurde nach dem Tode von seinem Schüler übernommen, dem Kirchenmaler Walter Putfarken (1908–1984).

## Werk

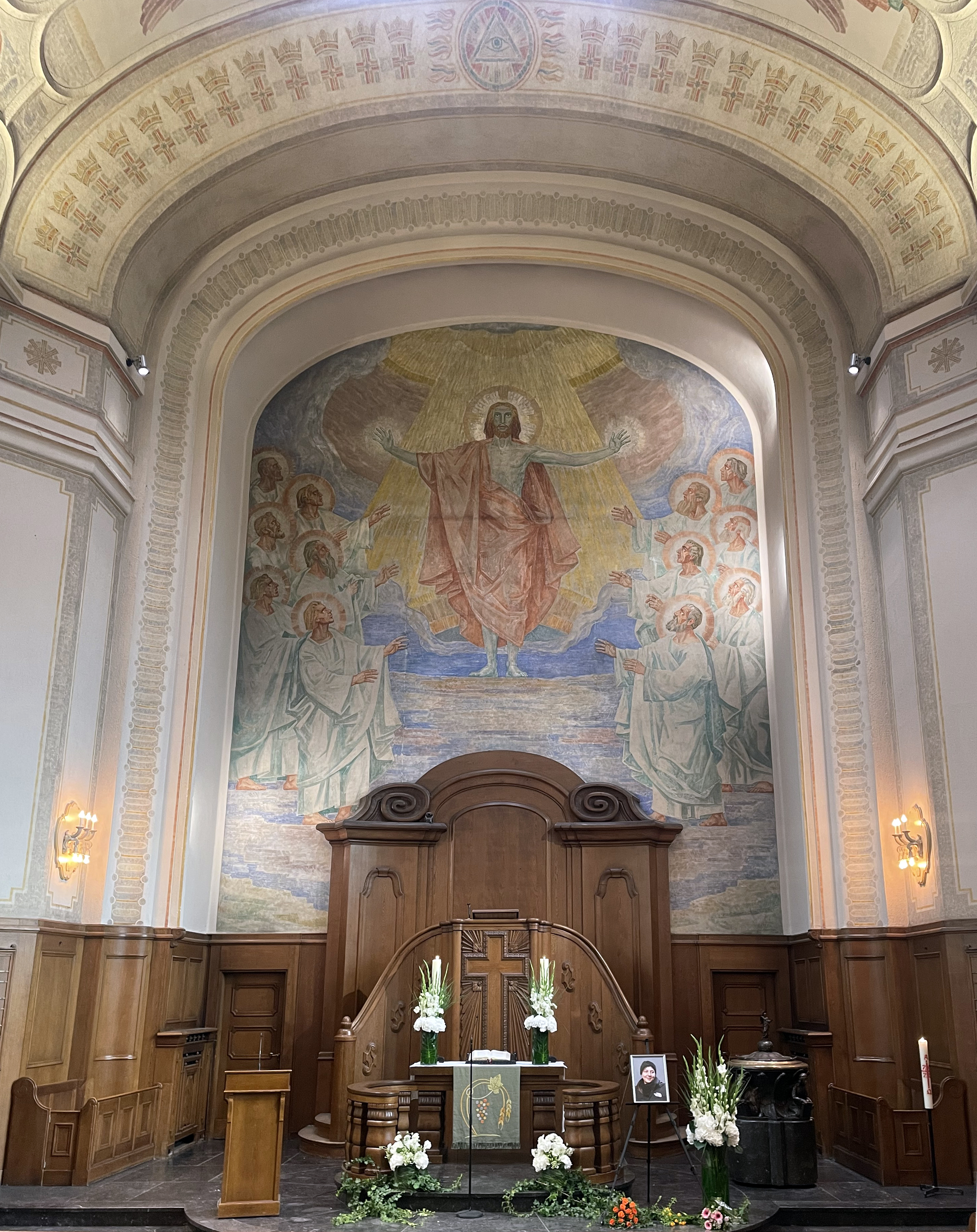
Wandgemälde „Der Auferstandene zwischen den Aposteln“ im Altarraum in der Auferstehungskirche Düsseldorf-Oberkassel

Rüter war zu seiner Zeit sehr erfolgreich und lebte von Aufträgen, die ihm aufgrund von Wettbewerben erteilt wurden, so z. B. 1915 die Mosaikausschmückung der Taufkapelle der Familie Krupp in Essen und in zahlreichen evangelischen Kirchen im Rheinland und in Westfalen. Seine Wandgemälde, Fresken und Mosaiken waren gegenständlich gehalten und kamen der konservativen Erwartungshaltung seiner Auftraggeber entgegen. Viele seiner Arbeiten sind durch kriegsbedingte Zerstörungen, aber auch durch Änderungen im Zeitgeschmack, verloren gegangen.
Noch weitgehend im Original erhalten sind:
- 1910/1920 Bielefeld, Martinikirche, Lutherdarstellung
- 1911: Bochum, Lutherkirche, Abendmahlgemälde
- 1912: Haltern am See, Erlöserkirche, Fresco Tröstender Christus
- um 1920: Bielefeld, Johanneskirche, Verglasung
- um 1924: Düsseldorf-Oberkassel, Auferstehungskirche, Der Auferstandene zwischen den Aposteln
- 1925: Kamen, Lutherkirche, Himmelfahrt
- 1931: Bochum, Christuskirche, Mosaik-Kriegerehrung
- 1934: Lügde, Verklärung Christi
- 1951: Hiltrop, Christuskirche, Himmelfahrt
- 1951: Langendreer, Lutherkirche, Auferstehung

## Teilnahme an Ausstellungen in der Zeit des Nationalsozialismus
- 1937: Düsseldorf, Kunsthalle („Große Kunstausstellung Düsseldorf“ mit „Nordwestdeutsche Künstler innerhalb der Reichsausstellung Schaffendes Volk“)
- 1941: Hamburg, Kunsthalle („Herbstausstellung Hamburger Künstler“)
- 1943 und 1944: München, Große Deutsche Kunstausstellung